# Традиции гостеприимства
«Традиции гостеприимства» (англ. «The Tradition of Hospitality») — второй эпизод пятого сезона американского драматического телесериала «Родина», и 50-й во всём сериале. Премьера состоялась на канале Showtime 11 октября 2015 года. Журнал «The Atlantic» назвал его одним из лучших телевизионных эпизодов 2015 года.

## Сюжет
Будучи в Ливане, Кэрри Мэтисон (Клэр Дэйнс) платит Валиду, командиру Хезболлы, $40 000 в обмен на их защиту в лагере беженцев. Командир предупреждает, что с ростом нестабильности в регионе, он может только пообещать один час охраны. Кэрри и Отто Дюринг (Себастьян Кох), вместе с телохранителями из фонда, входят в лагерь, где Дюринг публично объявляет о своём вкладе в $10 миллионов.
Лора Саттон (Сара Соколович) публично показывает просочившиеся документы, подтверждающие, что ЦРУ незаконно заключило контракт, чтобы шпионить за гражданами Германии. После телевизионного интервью, её временно задерживает Астрид (Нина Хосс), которая давит на Лору, чтобы она рассказала о своих источниках. Сол (Мэнди Патинкин) сообщает Эллисон (Миранда Отто), что её отзывают от её поста в Берлине потому что канцлер Германии требует последствий за взлом данных ЦРУ. Эллисон добирается до Дара Адала (Ф. Мюррей Абрахам), чтобы спасти свою работу, и предлагает идею того, чтобы отозвали Сола.
После того, как Дюринг завершает свою речь, Кэрри и Майк (Макс Бисли) замечают подозрительного мужчину, приближающегося к ним. Мужчина захватывает заложника и в него быстро стреляет Майк, и на теле мужчины становится виден пояс смертника. Кэрри быстро отводит Дюринга обратно к машине и они быстро уезжают с места. Когда Кэрри замечает, что они едут на подозрительно заброшенную территорию, она заставляет водителя остановится, тем самым заставляя их остановится недалека от места взрыва СВУ. Как только они оказываются в безопасности, Кэрри решает остаться в Бейруте и расследовать, кто стоял за таким сложным, предумышленным нападением. Её позже навещает Бехруз (Муса Крэйиш), сподвижник Ал-Амина, который раскрывает, что их предал Валид, и что Валид признался, что целью была Кэрри, а не Дюринг.
Куинн (Руперт Френд) успешно отслеживает и убивает Фатиму, женщину, которая вербовала молодых женщин, чтобы те стали невестами для Исламского государства. Позже, он берёт кодовое сообщение, в котором указана его следующая цель. Он декодирует его и обнаруживает имя «МЭТИСОН».

## Производство
Режиссёром эпизода стала исполнительный продюсер Лесли Линка Глаттер, а сценаристом стал исполнительный продюсер Патрик Харбинсон.
Сцены в лагере беженцев на Сирийско-ливанской границе были сняты на заброшенной фабрике по производству корма для животных в пригороде Берлина. Чтобы всё выглядело более достоверным, художники декораций наняли местных арабоязычных граффити-художников. Художники, в том числе художница Хеба Амин, обиженные из-за расистского изображения арабов-мусульман, написали лозунги типа «Родина — это расист», «Родина — это шутка, и она нам не была смешной» и «#blacklivesmatter», в качестве акта глушения культуры. Эти слоганы были сделаны в шоу без внимания производственного персонала, в результате чего некоторые СМИ высмеяли шоу отсутствие базовых языковых знаний в области центрального интереса к шоу.
Сами художники выпустили заявление для продюсеров шоу о том, что они пытались сорвать шоу, потому что они считали: «Арабский сценарий является всего лишь дополнительным визуальным рядом, который завершает ужас и фантастику Ближнего Востока, изображением плаката, дегуманизирующий всю область до менее человечных личностей в чёрных бурках и более того, в этом сезоне, до беженцев.»
Алекс Ганса, создатель шоу, прокомментировал: «Жаль, что мы не поймали эти изображения до того, как они вышли в эфир. Однако, в то время как «Родина» всегда стремится быть крамольной в своём собственном праве и стимулом для беседы, мы не можем не восхищаться этим актом художественного саботажа.»

## Реакция

### Рецензии
С 10 положительными рецензиями из 10, эпизод получил рейтинг 100%, со средним рейтингом 9 из 10, на сайте Rotten Tomatoes. Консенсус сайта гласит: «Построенный вокруг захватывающего сюжета о терроризме, который ставит основных персонажей перед непростым моральным выбором, "Традиции гостеприимства" является „Родиной“ в лучшем виде.»
Бен Трэверс из «IndieWire» дал эпизоду оценку 'A-', заявив, что «„Родина“ установила захватывающую предпосылку для её нового сезона, и я жду не дождусь увидеть, как всё получится.» Джошуа Олстон из «The A.V. Club» также дал эпизоду оценку "A-", назвав его «захватывающим эпизодом» и похвалив его за то, насколько эффективно он объединил различные нити персонажей.
Журнал «The Atlantic» включил "Традиции гостеприимства" в свой список лучших телевизионных эпизодов 2015 года.

### Рейтинги
Во время оригинального показа, эпизод посмотрели 1.40 миллионов персонажей, что стало снижением по сравнению с аудиторией у премьеры сезона, которая составляла 1.66 миллионов зрителей.

### Награды
За этот эпизод, Лесли Линка Глаттер была номинирована на премию Гильдии режиссёров США за лучшую режиссуру драматического сериала на 68-й церемонии премии Гильдии и за лучшую режиссуру драматического сериала на 68-й церемонии премии «Эмми».